# Doppelter Schotstek
Der Doppelte Schotstek ist ein Knoten zum Verbinden zweier gleich- oder ungleich dicker Tauwerkstypen wie z. B. Trosse, Seilen und Leinen. Wenn sich Dicke oder Steifheit zweier Tauwerke nur wenig unterscheiden, kann ein Einfacher Schotstek nicht angewendet werden und diese verstärkte Ausführung benutzt werden. Das Gleiche gilt, wenn die beiden Tauwerke von sehr unterschiedlicher Stärke und Härte sind.

## Anwendung
Der Doppelte Schotstek verbindet ein dickes oder steifes Seil oder eine Trosse mit einem dünnen flexiblen Seil oder einer Leine. Die Knotenfestigkeit ist stark abhängig vom Dickenunterschied und von der Art und Oberfläche der Seile und Leinen.

## Doppelter Schotstek (Ashley #1434)
- ABoK 1434

### Knüpfen
Mit der Trosse wird eine Bucht gelegt. Mit dem dünnen Seil knüpft man zuerst einen einfachen Schotstek und fährt mit dem losen Ende noch ein weiteres Mal um die Bucht der Trosse und steckt das Ende noch einmal durch.

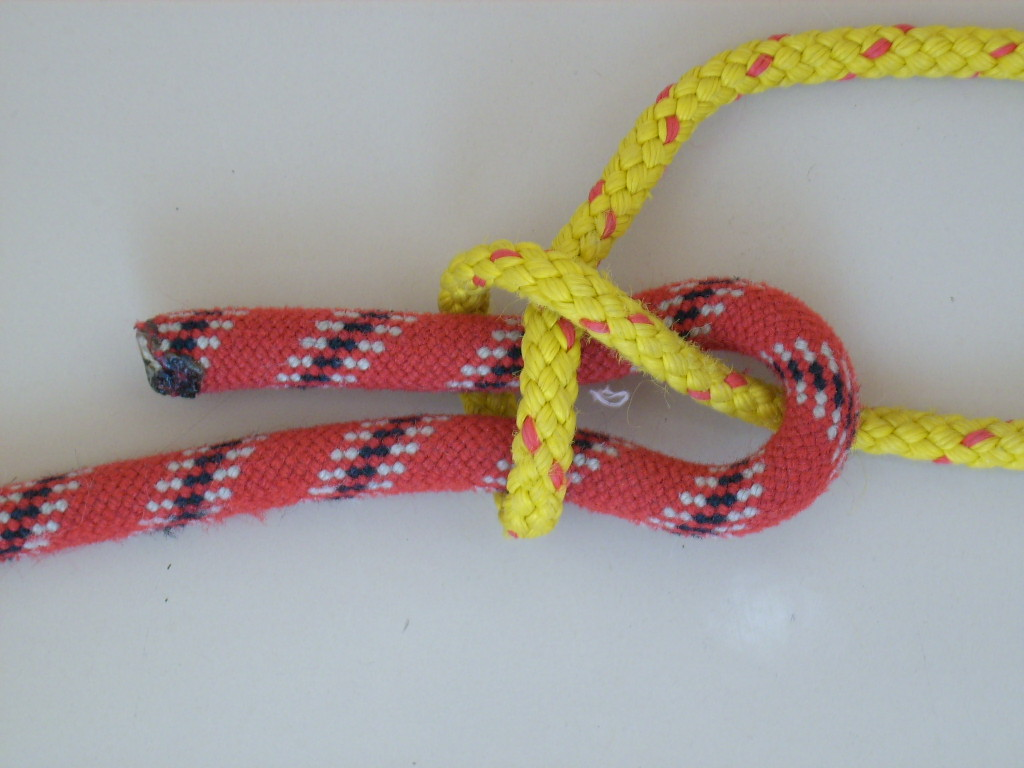
einfacher Schotstek
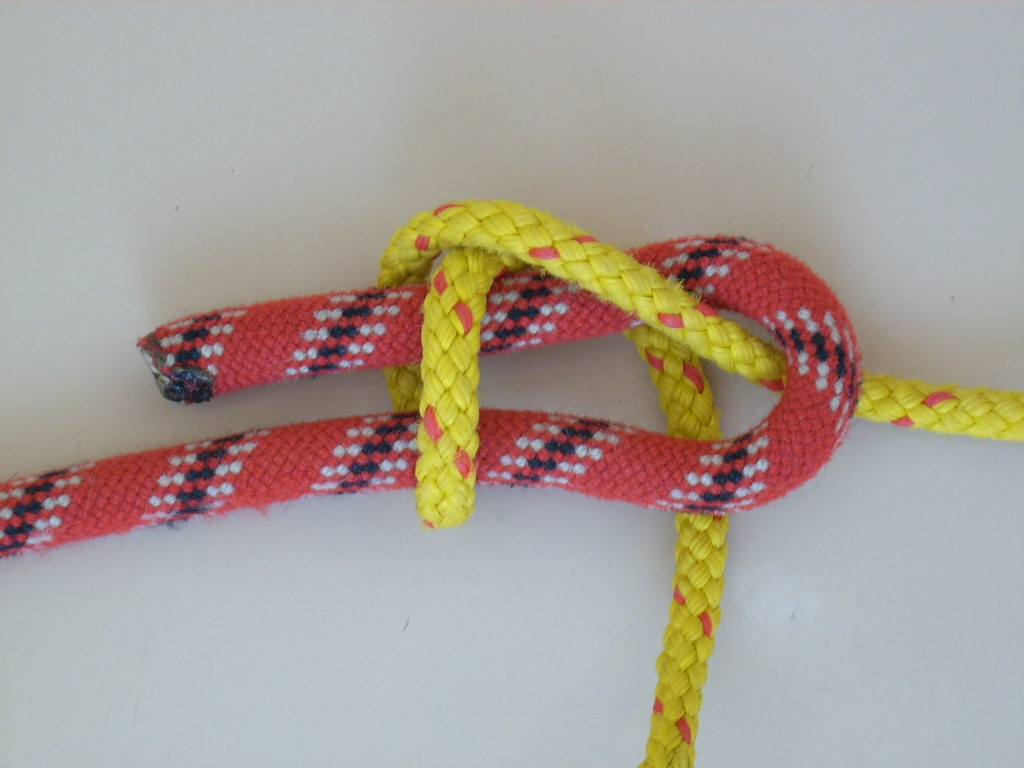
nochmal rum und durchstecken
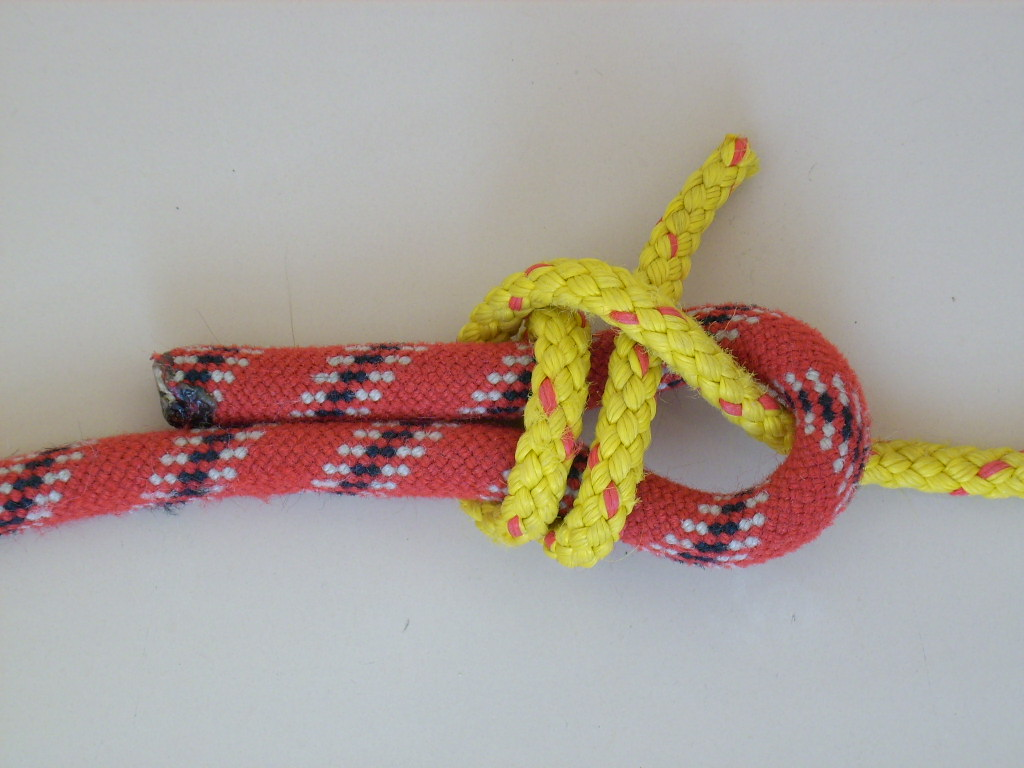
fertig

## Doppelter Schotstek (Ashley #1435)
- ABoK 1435

Mit einer anderen Methode gebunden, kann der Doppelte Schotstek schneller gebunden werden, weil er einen Stich weniger hat.
Bei den Webern wird der Knoten mit einer eigenen Art des Knüpfens benutzt, um zwei dünne gerissenen Materialien wie Fäden, Zwirne oder Garne miteinander zu verknoten. Dort heißt er dann Doppelter Weberknoten.

### Knüpfen

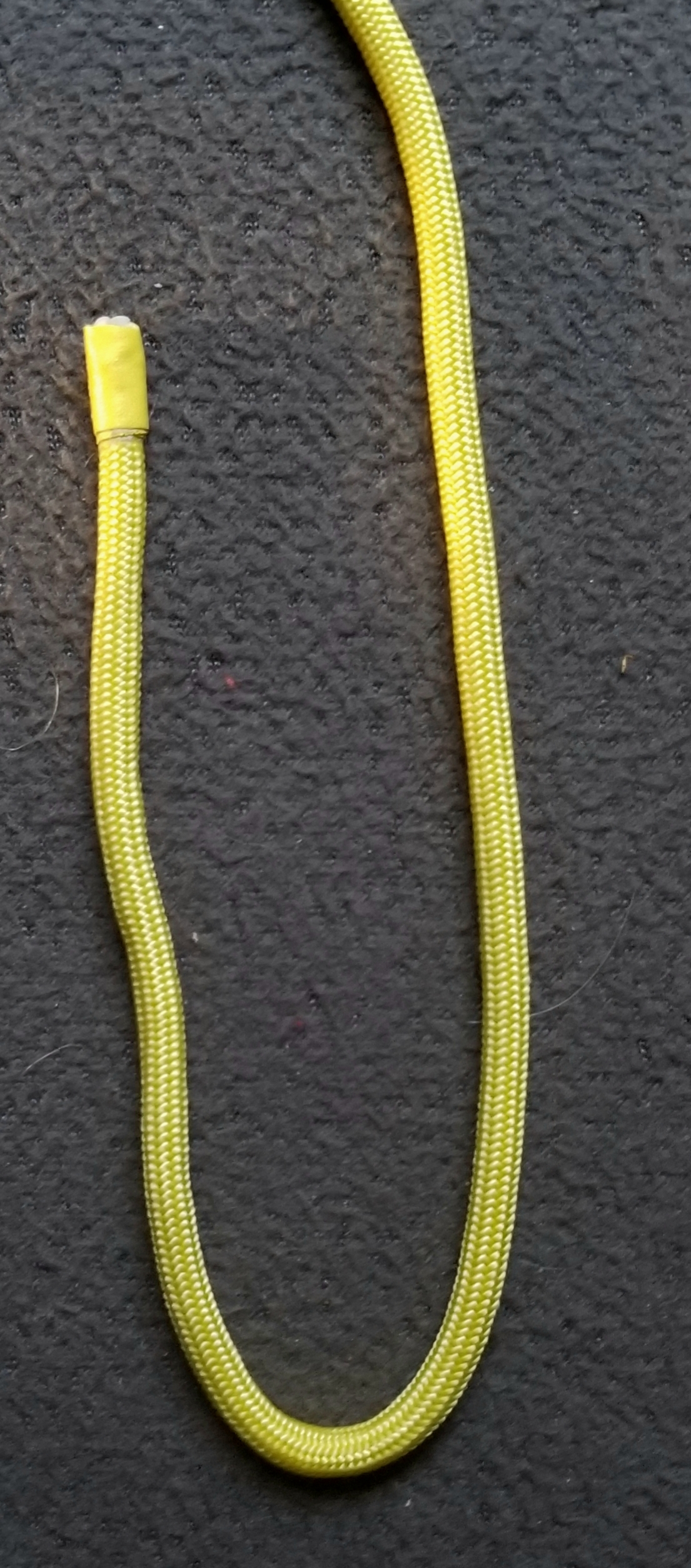
Mit dem einen Ende wird eine Bucht gelegt.
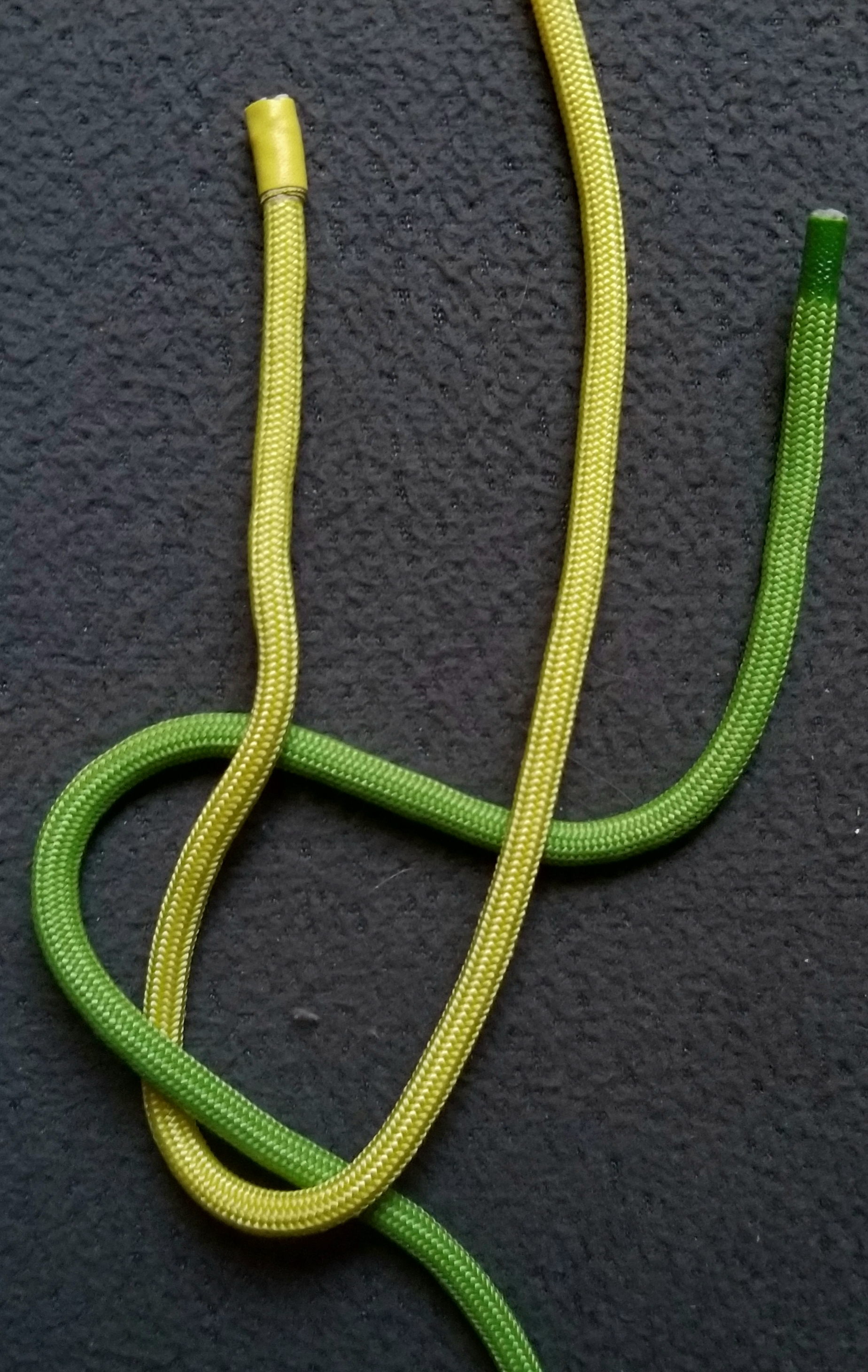
Dann fährt man mit dem anderen Ende (hier grün) von unten durch die Bucht nach oben und von links unter die Bucht hindurch.
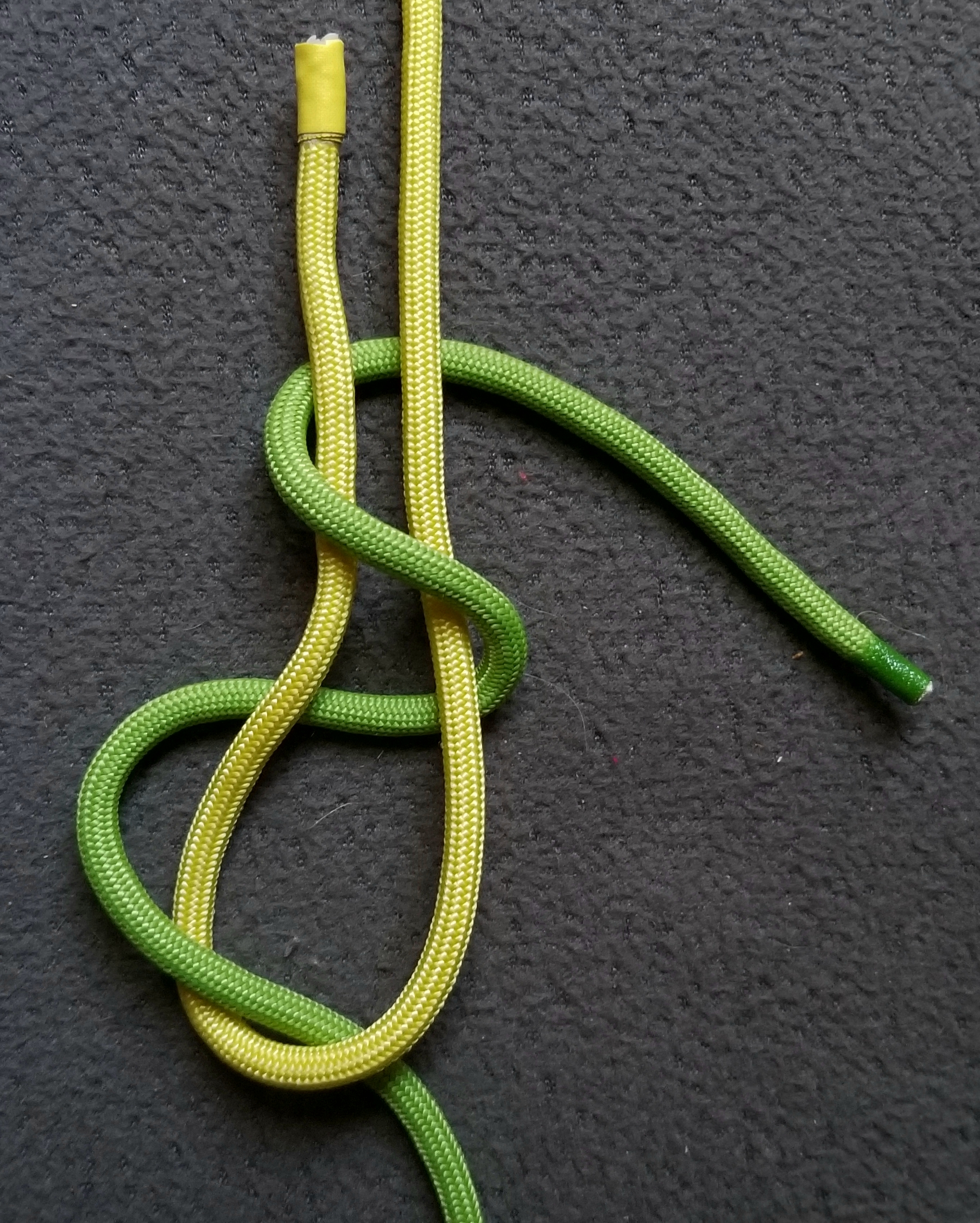
Man macht einen Törn um die Bucht.
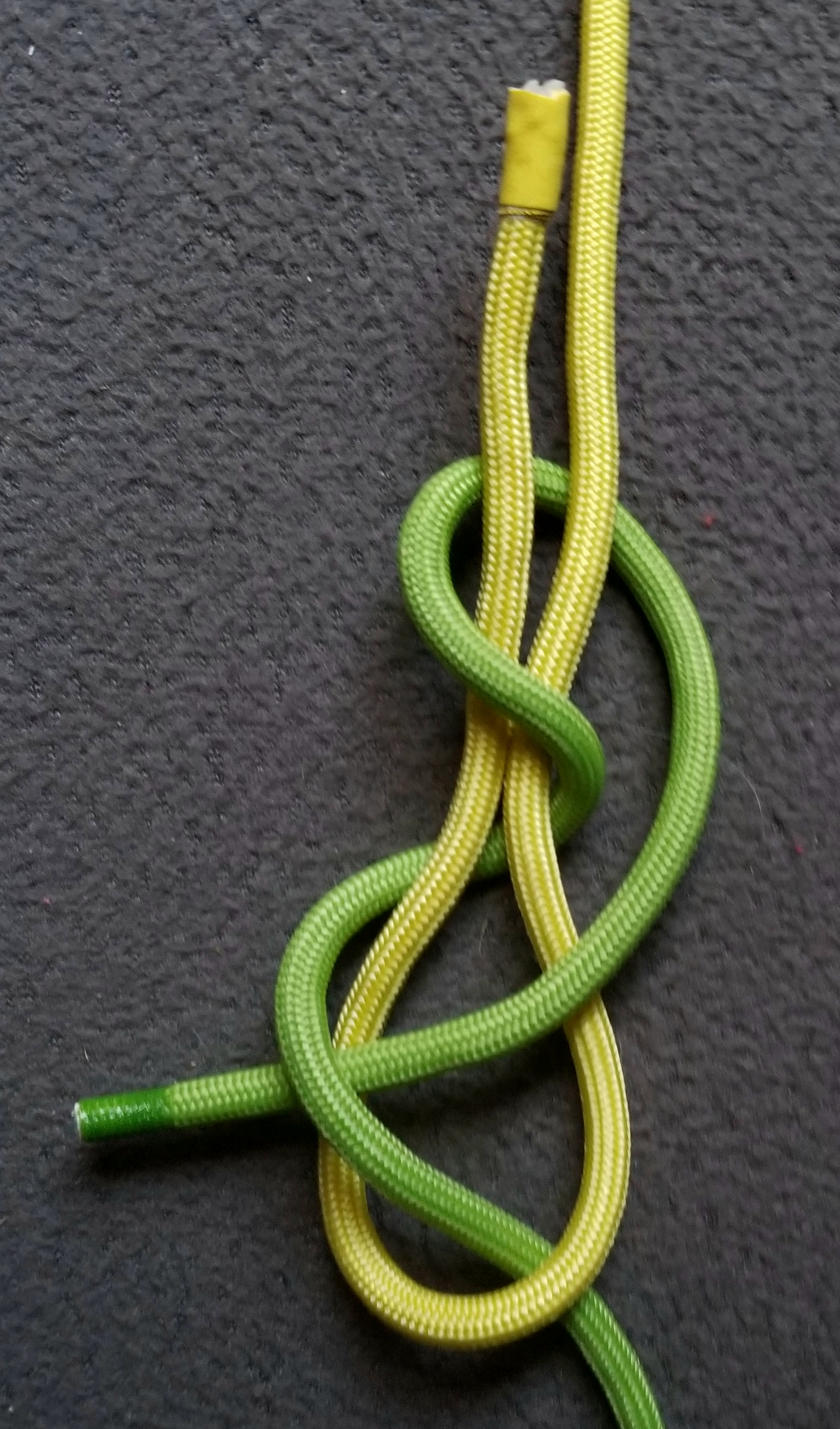
Und fährt von oben durch das entstandene Auge
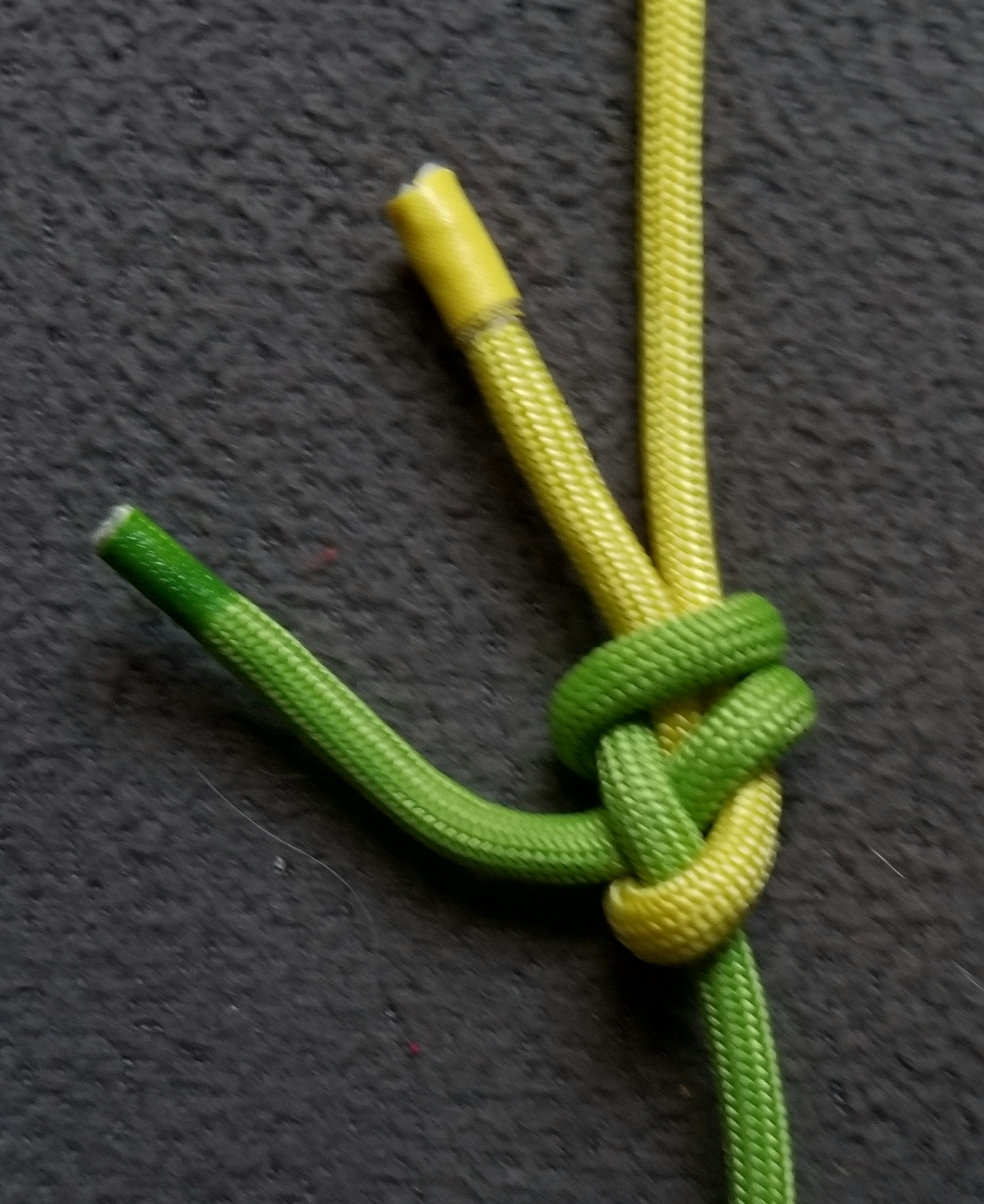
Dichtholen und fertig.
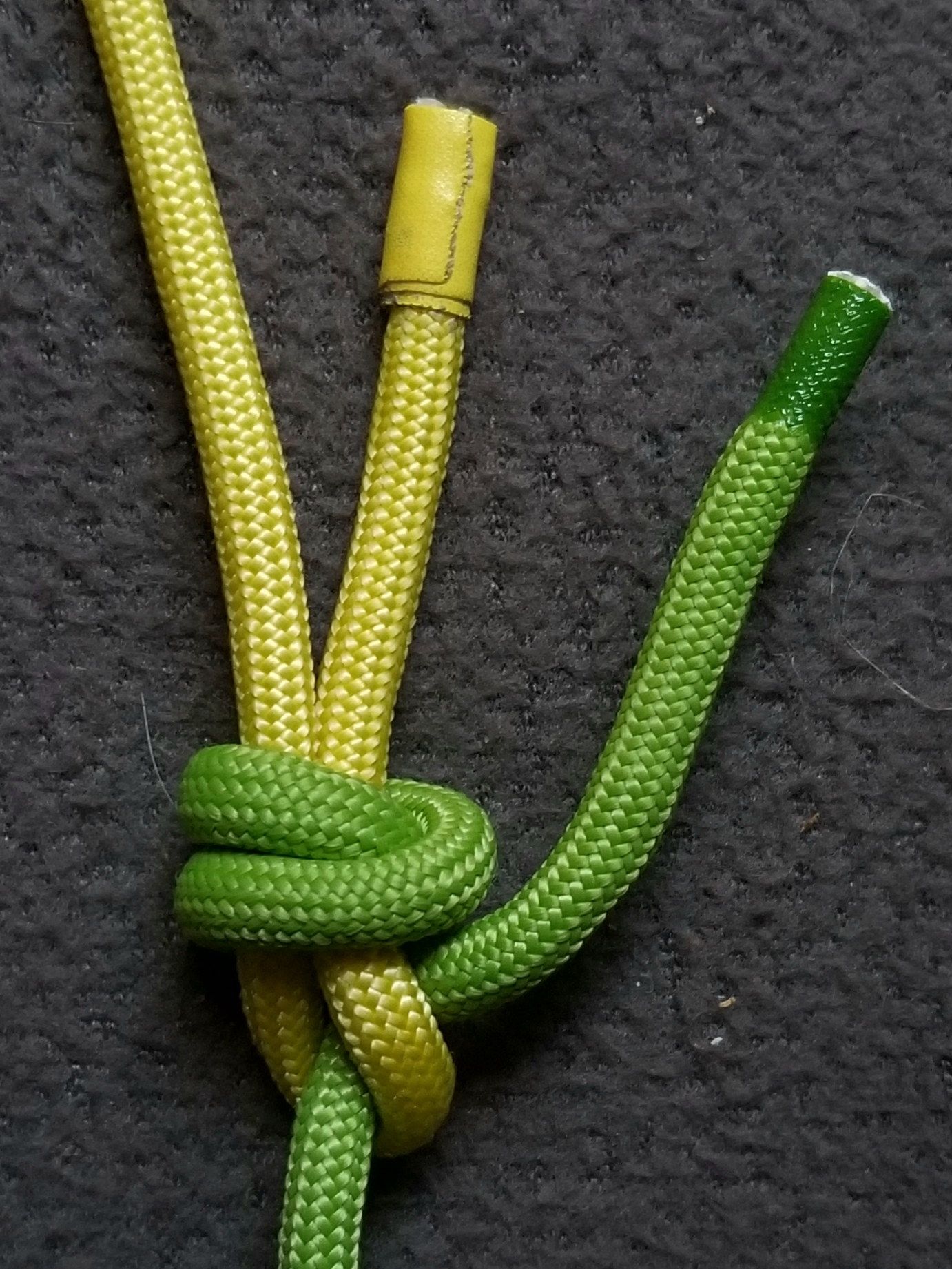
Rückseite des Doppelten Schotsteks (Asley #1435).

## Alternativen
- Zum Verbinden weniger unterschiedlicher oder gleichdicker Seile eignet sich der einfache Schotstek.
- Zum Verbinden zweier Trossen oder steifer Seile eignet sich der Trossenstek.
- Gedrehte Seile werden gespleißt.

## Abwandlungen
- Eine Windung weniger ergibt den einfachen Schotstek.
- Einige Windungen mehr ergibt den Zeisingstek.